# José María Iglesias

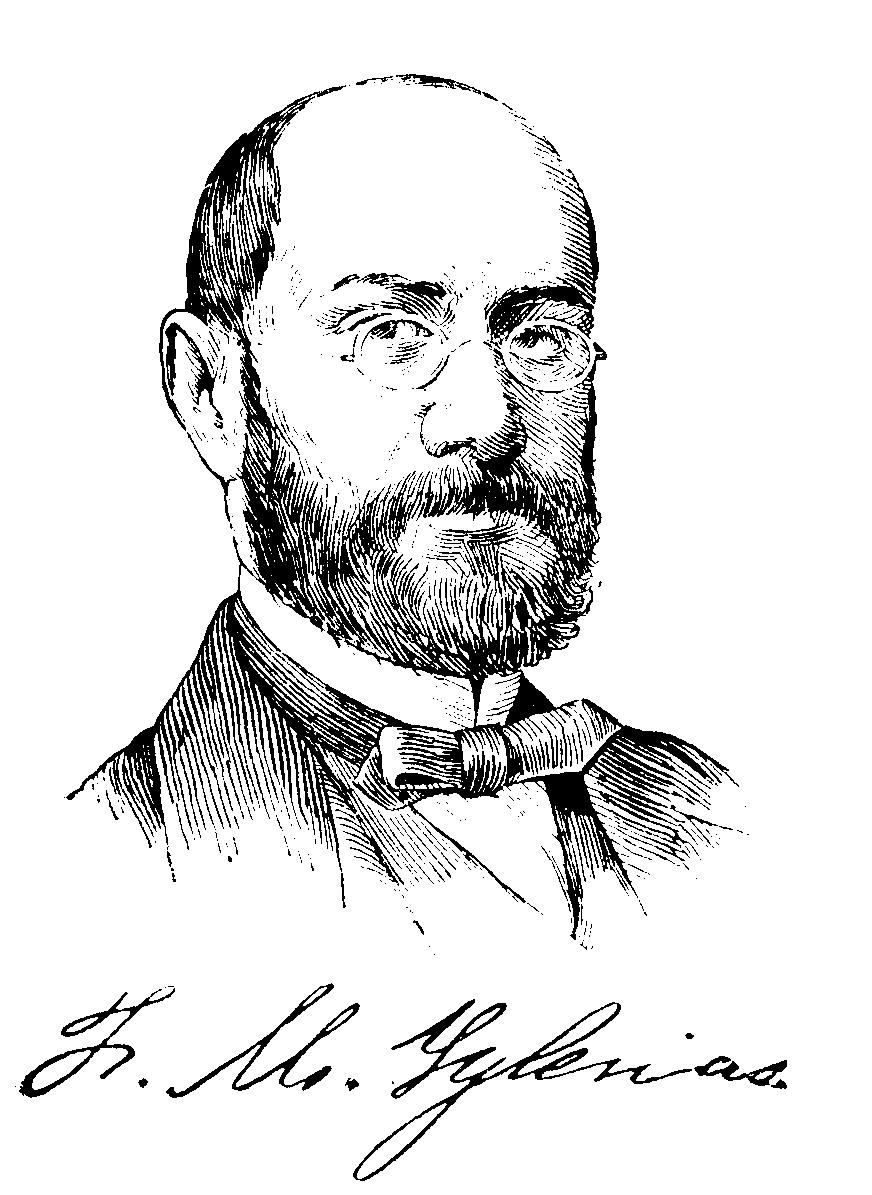
José María Iglesias

José María Iglesias Inzaurraga (* 5. Januar 1823 in Mexiko-Stadt; † 17. November 1891 ebenda) war ein mexikanischer Jurist und Politiker der Liberalen Partei, der vom 27. Oktober bis 6. Dezember 1876 kurzzeitig als Präsident Mexikos amtierte.

## Leben
Iglesias war Jurist und hatte wichtige Positionen im Kongress und der Regierung Mexikos während der Präsidentschaften von Ignacio Comonfort und Benito Juárez inne. 1873 wurde er Präsident des Obersten Gerichtshofes Mexikos. Iglesias erklärte die Wiederwahl Sebastián Lerdo de Tejadas  im Jahr 1876 für ungültig. Vom 27. Oktober 1876 bis 6. Dezember 1876 war er nach der Verfassung kurzzeitig Interimspräsident Mexikos, wurde aber von General Porfirio Díaz gestürzt. Iglesias floh nach Guanajuato und verließ nach mehreren militärischen Niederlagen gegen Díaz am 17. Januar 1877 das Land in Richtung New York.  Er starb nach seiner Rückkehr nach Mexiko 1891 in Mexiko-Stadt.